# Politjó

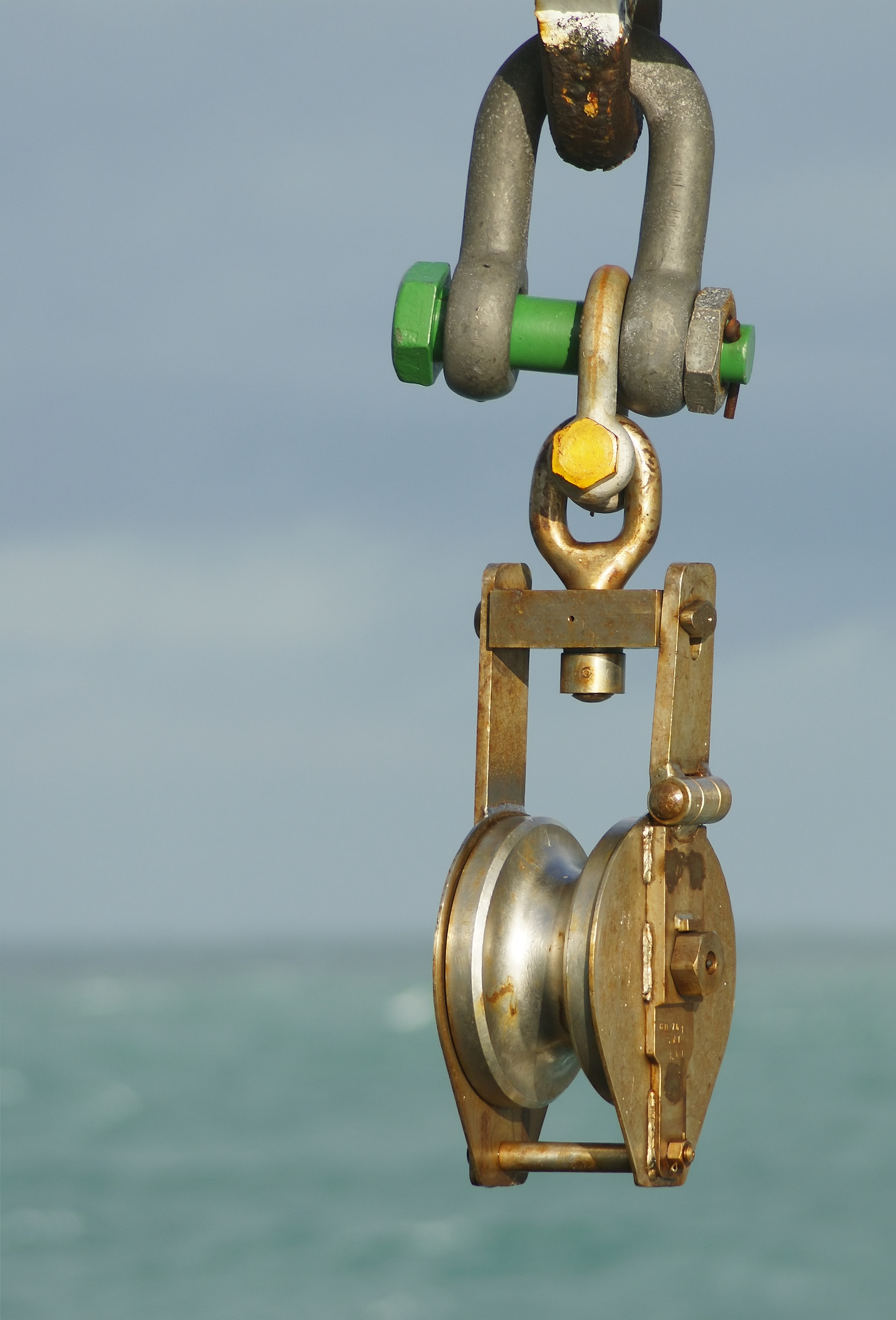
Conjunt de politja amb politjó de metall blanc

En referència amb les politges, corrioles, talles i similars, un politjó és una peça cilíndrica que pot girar sobre l’eix dotada d’una regata o canal perifèrica que serveix de guia a la corda, cable o cadena de la politja.
Segons algunes versions la definició de politja es basa en el politjó, la peça giratòria acanalada. Seguint aquesta tendència, el terme general (politja) coincideix amb la part giratòria de la politja (politjó).

## Detalls constructius[calcitació]

### Politges tradicionals de gir lliure
En les politges tradicionals el politjó pot girar lliurement sobre un eix. Directament o sobre coixinets o rodolaments.

#### Amb eix
L’eix de gir acostuma a ser una peça cilíndrica de metall, encaixada de forma fixa o desmuntable en els braços de suport de la politja. Des del punt de vista tècnic es tracta d’una biga empotrada en ambdós extrems que ha de resistir esforços de flexió.

#### Sense eix
En alguns dissenys de politges modernes el politjó no gira sobre un eix. Aquesta peça està substituïda per un rodolament (vegeu figura 3 de la galeria).

#### Politjó sense politja
Hi ha aplicacions del sistema de politja que munten la peça giratòria en un suport estàtic. Són típics els politjons de drissa integrats a la part més alta d'un arbre d'un veler.

### Politges amb retenció
En les politges tradicionals la roda o politjó pot girar lliurement sobre l'eix. L'usuari ha d'aguantar la càrrega suportada. Les politges amb retenció disposen d'un sistema de roda lliure o de carraca amb cadell que permeten el gir de la roda en un sentit únic. L'operari pot retenir la càrrega amb un esforç limitat (determinat pel fregament entre la corda i el politjó). Una aplicació típica en vela lleugera és en les politges d'escota. Els models més sofisticats, amb molta retenció, poden desblocar la roda lliure en navegar amb vents fluixos.
|  |  |  |  |